# レニー・ハーリン コベナント 幻魔降臨
『レニー・ハーリン コベナント 幻魔降臨』（レニー・ハーリン コベナント げんまこうりん、原題：The Covenant）は、2006年制作のアメリカ合衆国のホラー・ファンタジー映画。レニー・ハーリン監督。日本では劇場未公開。

## あらすじ
1692年、マサチューセッツ州イプスウィッチでは、魔女狩りの嵐が吹き荒れていた。
そんな中、特殊な能力を持つ5つの家族が周囲の迫害を恐れ、ある誓約を交わした。それは自分たちの力をお互いに秘密にしておく、もしその誓約を破ると、その一族はすべて滅亡させられてしまうというものであった。
時は流れ現在、名門私立高校にその5つの家族の血を引く特殊な力を備える4人の学生がいた。ケイレブ、リード、ポーグ、タイラーの4人だ。
ある日、学校のパーティーの後で学生の死体が発見されたことをきっかけに4人の周囲で不穏な出来事が起こり始め、ついには彼らの一族が守り続けてきた沈黙の誓約が危機にさらされることになる。

## キャスト
- ケイレブ：スティーヴン・ストレイト（吹替：置鮎龍太郎）
- サラ：ローラ・ラムジー（吹替：永田亮子）
- チェイス：セバスチャン・スタン（吹替：森久保祥太郎）
- リード：トビー・ヘミングウェイ（吹替：鈴村健一）
- ポーグ：テイラー・キッチュ（吹替：高橋広樹）
- タイラー：チェイス・クロフォード（吹替：井上剛）
- カイル・シュミット
- エヴリン：ウェンディ・クルーソン
- ヒギンズ：ケネス・ウェルシュ
- スティーヴン・マクハティ
- ジェシカ・ルーカス
- フランク・フォンテイン